# 304-та піхотна дивізія (Третій Рейх)
304-та піхотна дивізія (Третій Рейх) (нім. 304. Infanterie-Division) — піхотна дивізія Вермахту за часів Другої світової війни.

## Історія
304-та піхотна дивізія була сформована 15 листопада 1940 року в Лейпцизі в IV-му військовому окрузі (нім. Wehrkreis IV) під час 13-ї хвилі мобілізації Вермахту.

## Райони бойових дій
- Німеччина (листопад 1940 — квітень 1941);
- Бельгія (квітень 1941 — грудень 1942);
- СРСР (південний напрямок) (грудень 1942 — липень 1944);
- Польща, Чехословаччина (липень 1944 — травень 1945).

## Командування

### Командири
- генерал-лейтенант Генріх Крампф (нім. Heinrich Krampf) (15 листопада 1940 — 16 листопада 1942);
- генерал-майор Ернст Зілер (нім. Ernst Sieler) (16 листопада 1942 — 1 лютого 1943);
- оберст Альфред Філіппі (нім. Alfred Philippi) (1 лютого — 1 березня 1943), ТВО;
- генерал-лейтенант Ернст Зілер (1 березня — 30 серпня 1943);
- оберст Норберт Гольм (нім. Norbert Holm) (30 серпня — жовтень 1943), ТВО;
- генерал-лейтенант Ернст Зілер (жовтень 1943 — 8 травня 1944);
- генерал-майор Густав Гундт (нім. Gustav Hundt) (8 травня — 9 серпня 1944);
- генерал-лейтенант Ернст Зілер (9 серпня 1944 — січень 1945);
- генерал-майор Ульріх Лісс (нім. Ulrich Liß) (10 — 22 січня 1945), (поранений та захоплений в полон);
- оберст Фрідріх Крюгер (нім. Friedrich Krüger) (лютий — квітень 1945);
- оберст Роберт Бадер (нім. Robert Bader) (6 — 17 квітня 1945).